# Варињана-Палезио (Болоња)
Варињана-Палезио (итал. Varignana-Palesio) је насеље у Италији у округу Болоња, региону Емилија-Ромања.
Према процени из 2011. у насељу је живело 343 становника. Насеље се налази на надморској висини од 122 м.